# Rijksbeschermd gezicht Ronkenstein

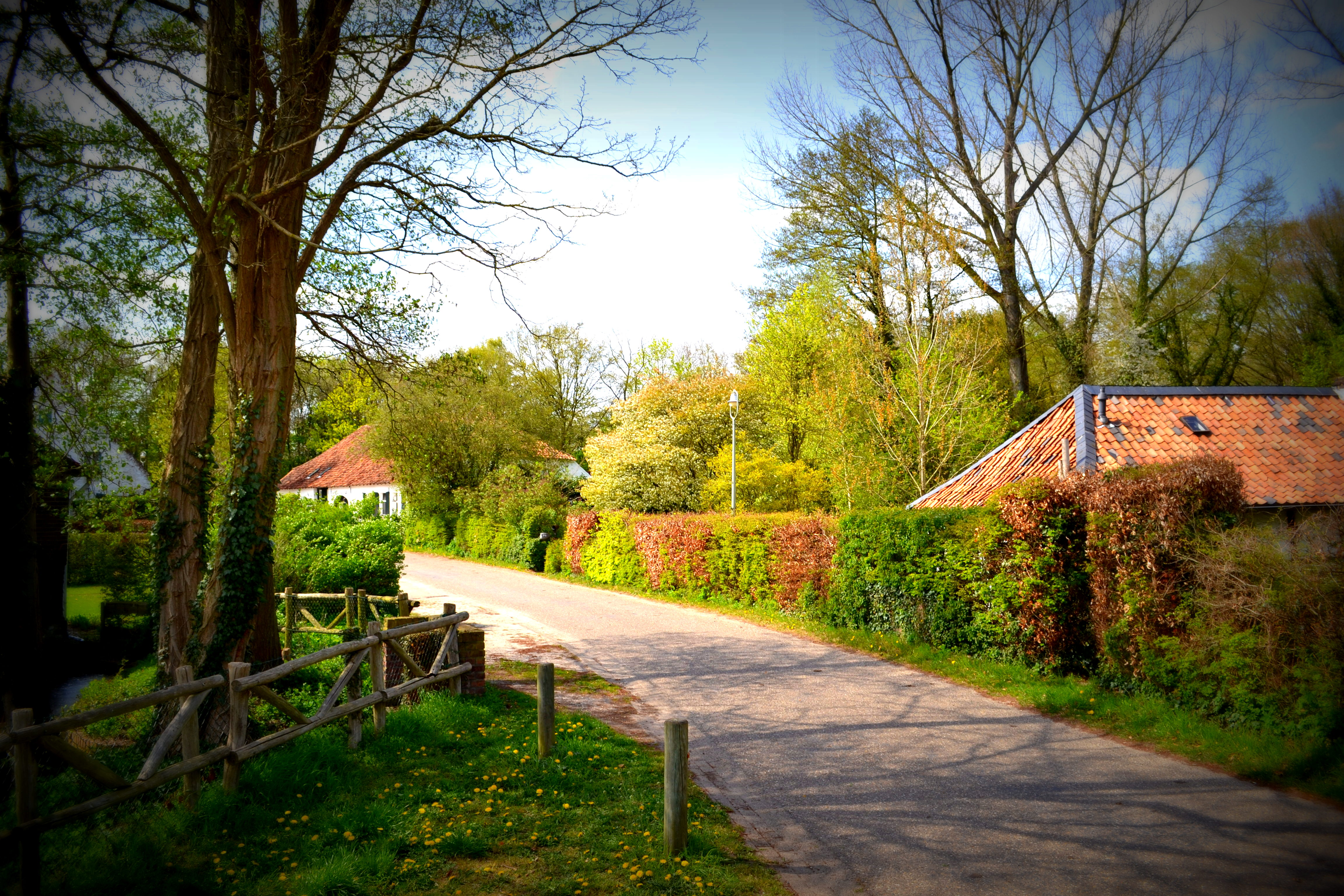
Ronkenstein

Gezicht Ronkenstein (Limburgs: Rónkesjtein) is een buurtschap en een van rijkswege beschermd dorpsgezicht in Reuver in de Nederlandse provincie Limburg. De procedure voor aanwijzing werd gestart op 6 april 1983. Het gebied werd op 28 maart 1997 definitief aangewezen. Het beschermd gezicht beslaat een oppervlakte van 20,6 hectare.
Het betreft een buurtschap die reeds in 1369 werd genoemd, maar in de huidige vorm uit de 18e eeuw stamt. De buurtschap behoorde tot het goed van Kasteel Nieuwenbroek. Er ligt ook een voormalige watermolen, de Ronckensteinsmolen op de Schelkensbeek. Verdere gebouwen zijn de hallenhuizen Ronkenstein 2 (uit 1776), Ronkenstein 4 (uit 1777) en Ronkenstein 7 of Segershof, uit het begin van de 19e eeuw. In het gebied staat ook de Onze-Lieve-Vrouw-van-Troostkapel.